# Phillip Carmichael
Phillip Patrick Carmichael (Sandgate (Queensland), 25 januari 1884 - Brisbane, 10 september 1973) was een Australisch rugbyspeler.

## Carrière
Tijdens de Olympische Zomerspelen 1908 werd hij met zijn ploeggenoten kampioen. Carmichael was de laatste levende lid van het Australische rugbyploeg van 1908.

## Erelijst

### MetAustralazië
- Olympische Zomerspelen:  1908